# إدوارد أكوفو إدو
إدوارد اكوفو ادو (بالإنجليزية: Edward Akufo-Addo)‏ (و. 1906 – 1979 م) هو قاض، ومحام من غانا .

## روابط خارجية
- إدوارد أكوفو إدو على موقع مونزينجر (الألمانية)